# Uta andon
Uta andon (歌行燈, lit. "lanterna de música") é um filme de drama japonês de 1943 de Mikio Naruse. É baseado em um romance do escritor Kyōka Izumi.

## Sinopse
No Japão da era Meiji, Kitahachi, filho de Genzaburo Onchi, um famoso ator de noh, é rejeitado por seu pai depois que a humilhação que o cantor de noh Sozan sofreu de Kitahachi resulta em seu suicídio. Além disso, Genzaburo proíbe Kitahachi de se apresentar nos palcos novamente. Quando Kitahachi, que agora ganha seu dinheiro como músico de rua, descobre que a filha de Sozan, Osode, tenta encontrar trabalho como gueixa, mas luta contra sua incapacidade de tocar um instrumento, ele lhe ensina a arte do noh. Durante sua estada em Kuwana, Genzaburo fica impressionado com as habilidades de dança de Osode e, ao saber que ela foi instruída por Kitahachi, ele decide se reencontrar com seu filho.

## Elenco
- Shōtarō Hanayagi como Kitahachi Onchi
- Isuzu Yamada como Osode
- Ichijiro Ōya como Genzaburo Onchi
- Masaro Muata como Sozan
- Eijiro Yanagi como Jirozo

## Temas
Uta andon contou com a presença de Shōtarō Hanayagi, um ator de shinpa e de cinema popular, que já havia aparecido como protagonista em Zangiku monogatari (1939), de Kenji Mizoguchi, que também retratou um ator de teatro durante o período Meiji.

## Recepção
Segundo a biógrafa de Naruse, Catherine Russell, o diretor enfrentou interferências do Ministério do Interior durante a produção do filme e, embora chame a personagem Osode de "pouco desenvolvida" no longa, ela própria destaca sua elegância em algumas sequências do filme.
Em sua análise de 2005 para a Slant Magazine, Keith Uhlich intitulou Uta andon de uma "obra inebriante" e "maravilha visual", comparável às obras do renomado Mizoguchi.

## Legado
Uta andonfoi exibido no Museu de Arte Moderna em 1985 e no Harvard Film Archive em 2005  como parte de suas retrospectivas sobre as obras de Mikio Naruse.